# Xã North Annville, Quận Lebanon, Pennsylvania
Xã North Annville (tiếng Anh: North Annville Township) là một xã thuộc quận Lebanon, tiểu bang Pennsylvania, Hoa Kỳ. Năm 2010, dân số của xã này là 2.381 người.